# 鸦跖花属
鸦跖花属（学名：Oxygraphis）是毛茛科下的一个属，为多年生、无茎、矮小草本植物。该属共有约5种，分布于北温带。